# Château de Lesdiguières
Le château de Lesdiguières est situé sur le territoire de la commune française de Le Glaizil, dans le département des Hautes-Alpes et la région Provence Alpes Cote d'Azur.

## Historique
Le château fut construit par François De Bonne, duc de Lesdiguières, dernier connétable de France en 1580.
La chapelle du château  fut construite plus tardivement vers 1604.
Le château conserva son aspect initial jusqu’en 1692, date à laquelle les mercenaires du duc de Savoie, dévastèrent toute la région et brulèrent le château de Tallard et celui de Lesdiguières. 
En 1789, la Révolution entraîna des débordements incroyables. Les tombes furent profanées, les bâtiments dégradés, chacun venait prendre ce qui l'intéressait, au point que les autorités civiles s'en émurent et firent transférer les corps et le mausolée de Lesdiguières.

## Architecture
Le château et ses dépendances occupent une surface de 14 000 m² dont 7 000 m² pour le château.
Il existe des relevés (description et plans) effectués par l'ingénieur des Ponts-et-Chaussées Janson des Fontaines au château de Lesdiguières au Glaizil du 28 au 30 juin 1827.
Les ruines du château ont été inscrites monument historique en 1978.